# Малый Бащелак
Малый Бащелак — село в Чарышском районе Алтайского края России. До 4 марта 2022 года административный центр Малобащелакского сельсовета.

## История
- В XII—XIII веках на территории села жили древние тюрки. До появления русских поселенцев, стоянка носила имя Малый Башлык (аул), затем поселение стало называться Малый Бащелак.
- В XIX в. появились первые поселенцы, предположительно ― ссыльные. На лесной поляне возле реки они отстроили первые дома, а затем и церковь. Занимались охотой, сбором плодов и ягод, ореховым промыслом. Количество ссыльных и переселенцев увеличивалось, поселение росло.
- Впервые об истории села Малый Барщелак написал известный ученый, историк Алтая и Сибири, кандидат исторических наук Ю. С. Булыгин. В соответствии с его картотекой, село было основано в 1822 году. В 1824 году в списки жителей сел и деревень попадали души только мужского пола, поэтому были зарегистрированы 24 мужчины.
- В 1911 году согласно списку населённых мест Томской губернии, в селе Малый Барщелак проживали 685 мужчин и 681 женщина в 290 дворах.
- В селе построили церковь, была церковно-приходская двухэтажная школа (3 класса), Храм во имя Введения во Храм Пресвятой Богородицы, при ней была церковно-приходская двухэтажная школа (3 класса). Перестала быть действующей церковью в 1937 году.[4] В селе было волостное правление и почтовая операция, хлебозапасный магазин, работали 2 маслодельных завода и 1 маслобойный, был кожевенный завод, 4 торговых лавки и 1 мясная, а также казенная винная лавка. Ежегодно в декабре проводились ярмарки.
- В 1848 году в купец Казанцев построил в селе дом, который стоит и сегодня, в нём располагается администрация сельсовета. В бывшей лавке, тоже принадлежавшей Казанцеву, был Дом культуры, теперь там частный магазин.
- С 1905 года «Бащелакское товарищество» занималось переработкой молока, затем оно было преобразовано в годы советской власти в первый государственный маслозавод.
- С 1924 по 1932 г. являлось административным центром Бащелакского района.
- В 1925 году была построена семилетняя школа.
- В 1928 году в селе появилась небольшая библиотека. Книжный фонд к 1930 году состоял из 380 книг, к 2018 году фонд насчитывает 22 тысячи изданий.
- В 1930 году (Малый Бащелак до 1930 года являлся волостным центром) был организован колхоз «Красный партизан».
- Впервые жители села услышали радио в 1930 г, а в 1946 году они впервые увидели звуковое кино.
- В 1931 году в селе был организован совхоз «Сваловский» (Малый Барщелак был его центром), а после процесса укрупнения колхозов и совхозов площадь совхоза увеличилась до 55900га, на ней насчитывалось 10 сел и деревень.
- В 1935 году в селе появилась первая в районе электростанция ― Партизанская.
- В 1953 году у совхоза появилась своя МТС, которая затем была реорганизована в МРМ (машинно-ремонтная мастерская)[5]
- В 1992 году, когда в стране началась приватизация, маслозавод был передан в совхоз, а в период 1994—1996 гг. прекратил свою деятельность.
- Малобащелакскую больницу построили в 1923 году (акушерский пункт). В 1963—1964 гг. было возведено новое здание больницы на 25 коек с аптекой и собственной лабораторией.

## География
Село Малый Бащелак находится на берегу р. Бащелак и возле устья р. Бащелаченок, которую местные жители называют Бащелачёвкой. Территория поселения представляет собой горное обрамление платформы ― Алтае-Салаирскую складчатую систему Алтайско-Саянской области.
Уличная сеть
В селе 16 улиц и 8 переулков.
Географическое положение
Расстояние до:
- районного центра Чарышское: 21 км.
- краевого центра Барнаул: 209 км.

Ближайшие населённые пункты
Ивановка 5 км, Боровлянка 10 км, Большой Бащелак 10 км, Сваловка 10 км, Сосновка 16 км, Чайное 20 км, Чарышское 21 км, Аба 21 км, Красный Партизан 21 км, Александровка 22 км, Комендантка 23 км, Тальменка 25 км, Красные Орлы 25 км, Машенка 26 км, Озерки 27 км.

## Климат
Климат района резко континентальный и имеет специфические особенности, которые обусловлены взаимодействием нескольких факторов: солнечная радиация, удаленность от морей, рельеф, циркуляция воздушных масс. Большое влияние на климат оказывают соседние территории: Западная и Восточная Сибирь, Центральная Азия и Атлантика. Мощный горный массив Алтая также оказывает существенное влияние. Горные хребты в северо-западной части Алтая открыты в виде «веера» к северо-западу, навстречу приходящим атлантическим циклонам. Приближаясь к горам, циклоны усиливают свою активность, действие факторов резко усиливается, вследствие чего растет облачность и количество осадков, повышаются зимние температуры, а летние понижаются, и в целом, происходит «смягчение» континентальности климата.
Годовая суммарная солнечная радиация достигает 120 ккал/см². Зимой территория поселения находится под сильным воздействием арктических и континентальных воздушных масс, которые в это время бывают сильно охлаждены и приводят к понижению температуры ниже −30˚С. Абсолютный минимум температуры приходится на январь. Холодные воздушные массы вызывают ранние осенние и поздние весенние заморозки. Средняя температура воздуха в январе −20˚С, средняя температура в июле +19˚С. В отдельные летние дни температура достигает +35˚С, абсолютный максимум температуры приходится на июль и может достигать +40˚С. Ночью летом часто выпадает холодная роса, а вначале и в конце лета — иней. Общая продолжительность безморозного периода — 120 дней. Продолжительность среднесуточных температур воздуха выше 0˚С ― 195 дней.

## Население
| 1926  | 1997  | 1998  | 1999  | 2000  | 2001  | 2002  |
| ----- | ----- | ----- | ----- | ----- | ----- | ----- |
| 2452  | ↘1277 | ↗1293 | ↗1302 | ↘1291 | ↘1253 | ↘1197 |
| 2003  | 2004  | 2005  | 2006  | 2007  | 2008  | 2009  |
| ↘1127 | ↘1078 | ↘1060 | ↘1040 | ↘1023 | ↗1077 | ↘958  |
| 2010  | 2011  | 2012  | 2013  |       |       |       |
| ↘864  | ↗874  | ↘869  | ↘836  |       |       |       |

## Инфраструктура
В селе имеется 394 домохозяйств.
Самые крупные организации ― государственный Чарышский лесхоз и ЗАО «Бащелак». В 1993 году совхоз «Сваловский» преобразован в АОЗТ «Бащелак», а в 1997 году перерегистрирован, как ЗАО «Бащелак». ЗАО «Башелак» занимается разведением и выращиванием коней, маралов, молочным животноводством. Чарышский лесхоз охраняет лес и занимается его воспроизводством. При лесхозе работают 2 цеха по переработке древесины.
На территории сельсовета имеется территориально обособленное структурное подразделение МФЦ, средняя школа, детский сад, участковая больница, сельский Дом культуры, библиотека, почта, связь, торговая сеть.

## Транспорт
По сельскому поселению следуют дороги местного и межрайонного значения. Региональная трасса одна: Чарышское-Малый Бащелак-Большой Бащелак-Солонешное. Ближайшая железнодорожная станция Алейская находится на расстоянии 183 км от села.

## Туризм
В природно-экологическом и инженерном отношении район характеризуется благоприятными условиями для развития туристско-рекреационной деятельности. На 2018 год в селе Малый Бащелак туристов готова принять «Усадьба Терховых», которая находится рядом с рекой и турбаза «Хуторок» на берегу небольшого живописного пруда. В условиях сельской тишины и умиротворяющего горного ландшафта можно отдохнуть от городской суеты, познакомиться с сельским бытом, сходить в горы, на рыбалку, освоить конный маршрут. Доступны сплавы по реке Чарыш, экскурсии на маральник. При наличии лицензии будет организована охота на тетерева, глухаря, марала, лося и косулю. Имеется русская баня, беседки, место для костра.
Гостиницы в ближайших населённых пунктах
Чарышское (21 км) ― 3 гостиницы, Красный Партизан (21 км) ― 1 гостиница, Сентелек (32 км) ― 4 гостиницы, Солонешное (39 км) ― 3 гостиницы.